# Estrecho Hauge
El estrecho Hauge' (54°28′S 36°53′W) es un pasaje marítimo de 6 km de ancho del océano Atlántico Sur, que separa a la isla Annenkov del cabo Darnley de la isla San Pedro. En la zona, hay una cadena de rocas que emergen al noreste de la isla Annenkov.
Su nombre evoca a Ole Hauge, capitán del Albatros.